# Seleção Malaia de Futebol Feminino
A Seleção Malaia de Futebol Feminino representa a Malásia nas competições de futebol feminino da FIFA. Sediou a Copa da Ásia de Futebol Feminino em duas oportunidades, porém nunca obteve nenhum resultado expressivo.